# Rebecca Field
Rebecca Field (Lenox Dale, Massachusetts, 19 de junio) es una actriz estadounidense, reconocida por su papel como Lacey Jean-Locklin en la serie de televisión dramática The Client List.

## Vida y carrera
Field nació en Lenox, Massachusetts. Asistió a la universidad Bridgewater State, y en su carrera inicial tuvo pequeñas apariciones en cine y televisión, incluyendo la popular serie Monk.
Field fue integrada al reparto de la serie October Road en el papel de Janet entre 2007 y 2008. En la ópera hip-hop de R. Kelly Trapped in the Closet, Field interpretó el papel de Bridget. En 2009 tuvo el papel recurrente de Susan Winters junto con Jada Pinkett Smith en la serie Hawthorne. También realizó apariciones especiales en las series Dollhouse, Drop Dead Diva, The Mentalist, Lie to Me, Mike & Molly, Criminal Minds, CSI: Crime Scene Investigation, Castle y Body of Proof.
La actriz logró popularidad por interpretar a Lacey en The Client List, protagonizada por Jennifer Love Hewitt en el canal de televisión Lifetime.

## Filmografía

### Cine
| Año  | Título                                | Rol              | Notas |
| ---- | ------------------------------------- | ---------------- | ----- |
| 2005 | Trapped in the Closet: Chapters 1–12  | Bridget          |       |
| 2007 | The Metrosexual                       | Tonya the Escort |       |
| 2007 | Trapped in the Closet: Chapters 13–22 | Bridget          | Corto |
| 2011 | About Fifty                           | Michelle         |       |
| 2012 | American Reunion                      | Loni             |       |
| 2012 | Stuck                                 | Terri            |       |
| 2014 | Horrible Bosses 2                     |                  |       |
| 2018 | Don't Worry, He Won't Get Far on Foot | Margie Bighew    |       |
| 2018 | A Star Is Born                        | Gail             |       |

### Televisión
| Año       | Título                         | Rol                | Notas                                               |
| --------- | ------------------------------ | ------------------ | --------------------------------------------------- |
| 2006      | Mr. Nice Guy                   | Tara               | Serie de TV                                         |
| 2006      | Monk                           | Gail               | Episodio: "Mr. Monk Bumps His Head"                 |
| 2006      | Mind of Mencia                 |                    | Episodio: "2.4"                                     |
| 2007      | ER                             |                    | Episodio: "Lights Out"                              |
| 2007-2008 | October Road                   | Janet Meadows      | 19 episodios                                        |
| 2008      | The Game                       | Tina               | Episodio: "The Platski Thickens"                    |
| 2009      | The Game                       | Tina               | Episodio: "Truth and Consequences"                  |
| 2009      | Dollhouse                      | Kris               | Episodio: "True Believer"                           |
| 2009      | Drop Dead Diva                 | Lucy Tyner         | Episodio: "The 'F' Word"                            |
| 2009      | Lie to Me                      | Jenna Bynes        | Episodio: "Control Factor"                          |
| 2009      | Private Practice               | Rachel Gold        | Episodio: "The Parent Trap"                         |
| 2009      | Hawthorne                      | Susan Winters      | Episodios: "Pilot", "Trust Me", "No Guts, No Glory" |
| 2010      | Huge                           | Coco               | Serie de TV                                         |
| 2010      | The Mentalist                  | Lucy Joel          | Episodio: "The Blood on His Hands"                  |
| 2010      | Mike & Molly                   | Jill               | Episodio: "Mike's New Boots"                        |
| 2011      | Criminal Minds                 | Jane Gould         | Episodio: "Today I Do"                              |
| 2011      | CSI: Crime Scene Investigation | Lisa Calgrove      | Episodio: "Turn On, Tune In, Drop Dead"             |
| 2011      | Breakout Kings                 | Candace Plum       | Episodio: "The Bag Man"                             |
| 2011      | Hawthorne                      | Susan Winters      | Episodio: "Fight or Flight"                         |
| 2012      | Castle                         | Marilyn Kane       | Episodio: "Dial M for Mayor"                        |
| 2012      | Alcatraz                       | Kathy Callahan     | Episodio: "Kit Nelson"                              |
| 2012      | Body of Proof                  | Suzie Foster       | Episodio: "Identity"                                |
| 2012–2013 | The Client List                | Lacey Jean-Locklin | Papel protagónico                                   |
| 2014      | Grey's Anatomy                 | Sabine McNeil      | Papel recurrente                                    |
| 2015      | NCIS: Los Angeles              | Ginny              | Episodio: "Rage"                                    |
| 2016      | Code Black                     | Lori Nicholson     | Episodio: "The Fifth Stage"                         |
| 2016      | Zoo                            | Gwen               | Episodio: "The Moon and the Star"                   |
| 2017      | Twin Peaks                     |                    | Episodio: "The Return, Part 7"                      |